# Alliance Pipeline
Alliance Pipeline — один із трубопроводів для поставок канадського газу до США.
Система Alliance бере початок у нафтогазоносному Західно-Канадському басейні (Western Canadian Sedimentary Basin) та прямує на південний схід до кордону зі південним сусідом, звідки через штати Північна Дакота, Міннесота та Айова досягає газового хабу Joilet поблизу Чикаго (штат Іллінойс). В останньому перетинаються ряд газопроводів, як тих що також постачають ресурс до району Великих озер (ANR Pipeline, Natural Gas Pipeline Company of America, Northern Border), так і призначених для подальшого транспортування блакитного палива до споживачів (Guardian, Horizon, Midwestern, Vector).
Введена в дію у 2000 році, система Alliance Pipeline має загальну довжину 2391 миля, в тому числі 967 миль по території США (включаючи згаданий нижче відтинок до Tioga). В Канаді п‘ята частина маршруту виконана в діаметрі 1000 мм, проте більша частина траси, так само як і ділянка в США, мають діаметр труб 900 мм.  Пропускна здатність системи становить до 16,5 млрд м3 на рік, що забезпечується роботою 14 компресорних станцій (по 7 у кожній країні, через яку проходить газопровід). Максимальний робочий тиск — від 12 МПа (Канада) до 13,3 МПа (США).
Одночасно із запуском трубопровода в Іллінойсі запустили газопереробний завод Aux Sable Liquid Product, котрий вилучав із доправленого по Alliance Pipeline продукту зріджені вуглеводневі гази — етан, пропан, бутан та газовий конденсат. Первісно його потужність становила 70 тисяч барелів на добу (в тому числі 40 тисяч барелів етана та 19 тисяч барелів пропана), а станом на другу половину 2010-х досягла вже 107 тисяч барелів на добу. При цьому етан та пропан, зокрема, могли споживатись розташованою в Іллінойсі установкою парового крекінгу в Моррісі.
В 2013 році на території Північної Дакоти спорудили відгалуження Tioga Lateral довжиною 80 миль, діаметром 300 мм та пропускною здатністю до 1,3 млрд м3 на рік. Воно під'єднало до системи Alliance газопереробний завод Tioga, що дозволяє подавати в систему газ, видобутий в басейні Віллістон (найбільше відомий своєю сланцевою формацією Баккен).
Станом на середину 2010-х років через Alliance Pipeline проходила третина нетто-поставок канадського газу до США.